# Francesco Cantamessi
Francesco Cantamessi (Firenze, 16 agosto 1958) è un ex cestista italiano.

## Carriera
Ha vinto lo scudetto 1979-1980 con la Virtus Pallacanestro Bologna.